# Roxburghshire
Roxburghshire (także Roxburgh, gael. Siorrachd Rosbrog) – hrabstwo historyczne w południowo-wschodniej Szkocji, przy granicy angielskiej, w obrębie współczesnego hrabstwa Scottish Borders. 
Hrabstwo zajmowało powierzchnię 1722 km². Około 3/4 terytorium hrabstwa znajdowało się w dorzeczu rzeki Teviot. Rozciągało się ono wzdłuż doliny Teviotdale, której nazwy używano czasem w odniesieniu do całego hrabstwa. Południowo-wschodnią granicę hrabstwa wyznaczało pasmo górskie Cheviot Hills. Na południowym zachodzie w granicach hrabstwa znajdowała się odseparowana przez pasmo wzgórz dolina Liddesdale. 
W V wieku obszar ten znajdował się pod kontrolą celtyckiego królestwa Strathclyde, a w VII-X wieku – anglosaskiego królestwa Nortumbrii. Do Szkocji przyłączony został w 1018 roku. Hrabstwo utworzone zostało w XII wieku, za panowania króla Dawida I. W średniowieczu wielokrotnie było teatrem walk anglo-szkockich. Nazwa Roxburghshire pochodzi od dawnej stolicy hrabstwa, nieistniejącego obecnie miasta Roxburgh, które zniszczone i opuszczone zostało w 1460 roku. Funkcję ośrodka administracyjnego przejął wówczas Jedburgh, a w 1899 roku – Newtown St Boswells. Do ważniejszych ośrodków miejskich na terenie hrabstwa należały także Kelso, Hawick, Yetholm i Melrose. Hrabstwo istniało do 1975 roku, kiedy to w wyniku reformy administracyjnej włączone zostało do nowo utworzonego regionu Borders.
Tradycyjnie główną gałęzią gospodarki hrabstwa było rolnictwo, a w szczególności wypas owiec. W XVIII i XIX wieku na jego bazie rozwinął się przemysł włókienniczy.